# Live at the Village Vanguard (Christian-McBride-Album, 2021)
Live at the Village Vanguard ist ein Jazzalbum von Christian McBride und seinem Quintett Inside Straight. Die vom 30. November bis 5. Dezember 2014 im Village Vanguard entstandenen Aufnahmen erschienen 2021 auf Mack Avenue Records.

## Hintergrund
Der Bassist Christian McBride trat mit seiner Gruppe Inside Straight mit dem Saxophonisten Steve Wilson, dem Pianisten Eric Reed bzw. Peter Martin, dem Vibraphonisten Warren Wolf und dem Schlagzeuger Carl Allen ab 2007 jährlich im New Yorker Jazzclub Village Vanguard auf, unterbrochen nur durch den Lockdown infolge der COVID-19-Pandemie in den Vereinigten Staaten 2020.
Christian McBride nahm mit Inside Straight bislang zwei Studioalben auf, 2009 Kind of Brown und 2013 People Music; zu diesem Zeitpunkt hatte Peter Martin von Reed den Posten des Pianisten übernommen. Live at the Village Vanguard wurde im Dezember 2014 aufgenommen und enthält Versionen von drei Titeln aus jedem ihrer Studioalben und ein neues Stück, „Sweet Bread“.
Das Album ist nicht zu verwechseln mit Christian McBrides Album Live at the Village Vanguard, das er mit seinem Trio (mit Christian Sands und Ulysses Owens, Jr.) eine Woche zuvor am selben Ort aufgenommen und 2016 auf Mack Avenue Records veröffentlicht hatte.

## Titelliste
- Christian McBride: Inside Straight: Live at the Village Vanguard (Mack Avenue MAC 1192)[1]

1. Sweet Bread (Warren Wolf) 12:01
2. Fair Hope Theme 13:41
3. Ms. Angelou (Steve Wilson) 10:02
4. The Shade of the Cedar Tree 8:18
5. Gang Gang (Warren Wolf) 14:54
6. Uncle James 10:57
7. Stick & Move 9:52

Wenn nicht anders vermerkt, stammen die Kompositionen von Christian McBride.

## Rezeption

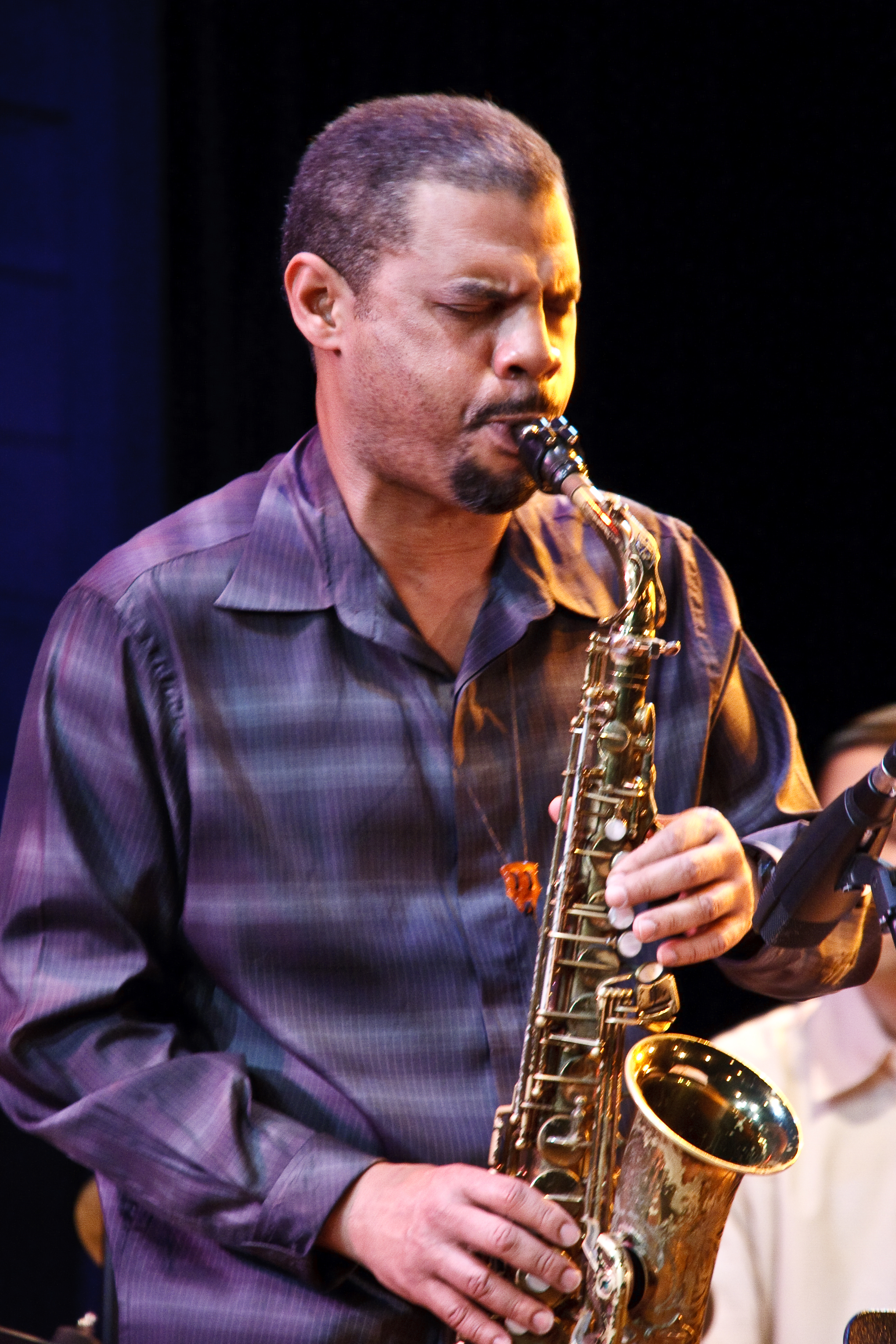
Steve Wilson 2009

Brian Priestley meinte in Jazzwise, McBride sei ein gutes Beispiel für zeitgenössische Definitionen von „Inside Playing“ und „Straight-Ahead-Feeling“. Dieses Album zeige nicht nur die anhaltende Vitalität dieser Tradition, wenn sie in den richtigen Händen liege, sondern feiere auch die Langlebigkeit der Gruppe Inside Straight. McBrides Quintett enthalte auch einen Querschnitt von Musikern der letzten Generationen, die sich diesen Zielen verschrieben haben.
Nach Ansicht von Phil Freeman (Stereogum) würden sich die Musiker auf fast jedem Titel zeitlich beträchtlich entfalten, und „Gang Gang“ sei dafür das extremste Beispiel. Aus einem siebenminütigen Stück vom Studioalbum People Music wird hier eine knapp 15-minütiger Version. Weil es eine Komposition von Wolf ist, sei es keine Überraschung, dass es mit einem unbegleiteten Vibraphon-Solo beginne; sobald die Band hinzukomme, lege sie einen Latin-Groove hin und tauche darin tief ein.
Michael Ullman (The Arts Fuse) notierte, McBride habe die Musik auf dem Album als „ohne Grenzen swingend“ beschrieben. Es soll swingen, so der Autor, doch die Kompositionen, beginnend mit Warren Wolfs „Sweet Bread“, seien weder einfach noch einseitig. In diesem Livemitschnitt sei das glückliche Publikum ein hörbarer Teilnehmer.
Jim Hynes (Glide Magazine) meinte, der Titelzusatz „Live at the Village Vanguard“ verleihe jedem Jazzalbum einen natürlichen Platz und erinnere an die Mitschnitte von Sonny Rollins, John Coltrane, McCoy Tyner, Joe Lovano und vielen anderen Musikern. Diese Gruppe habe einen ganz besonderen akustischen Jazz-Sound – er sei melodisch und stark harmonisch akzentuiert. Das sei Post-Bop-Jazz vom Feinsten.
Rolf Thomas schrieb in Jazz thing, live zu spielen sei für McBride und seine Mitstreiter natürlich die Gelegenheit, „dem Affen Zucker zu geben“ – und so gebe es auf diesem Live-Album ausgiebige Soli, vor allem von Steve Wilson, Peter Martin und Warren Wolf. Meist würden sie so mitreißend spielen, dass keine Langeweile aufkomme. Vom „Fair Hope Theme“, mit knapp 14 Minuten zweitlängstes Stück des Albums, könne man kaum genug bekommen, aber auch Wilsons „Ms. Angelou“ (die Ballade ist eine Hommage an Maya Angelou) glänze und schimmere wie nicht von dieser Welt.